# Paranhos (Porto)
Paranhos ist eine Stadtgemeinde (Freguesia) der nordportugiesischen Stadt Porto.

Lage der Gemeinde im Kreis

 In ihr leben 45.883 Einwohner (Stand 19. April 2021).

## Persönlichkeiten
- Oscar da Silva (1870–1958), Pianist
- Miguel Maia (* 1971), Volleyball- und Beachvolleyballspieler
- Pedro Fraga (* 1983), Ruderer
- Bruno Pinheiro (* 1987), Fußballspieler